# Ugo Despenser il Giovane
Ugo Despenser il Giovane (Inghilterra, 1286 – Hereford, 24 novembre 1326) fu uno dei favoriti di Edoardo II d'Inghilterra, i privilegi di cui vennero investiti lui ed il padre scatenarono un violento conflitto interno. Egli era il figlio di Hugh le Despenser, I conte di Winchester e di Isabella di Beauchamp, figlia di William de Beauchamp, IX conte di Warwick.

## Biografia

### Vicino alla corona
Ugo Despenser era il figlio maggiore ed erede di Hugh le Despenser, I conte di Winchester, e di Isabella di Beauchamp, figlia di William de Beauchamp, IX conte di Warwick. Egli fu creato cavaliere del Castello di Hanley (Worcestershire), Ciambellano del Re, Conestabile del Castello di Odiham, Rettore del castello e della città di Dryslwyn, e di Cantref Mawr (Carmarthenshire), Rettore del castello e della città di Portchester, Rettore del castello, della città e del barton di Bristol. Era inoltre Rettore di castelli, manieri, e terre di Brecknock, Hay, cantref Selyf e Huntington, nell'Herefordshire.
Nel maggio del 1306 Ugo venne nominato cavaliere e quella stessa estate sposò Eleonora de Clare, nipote del re Edoardo I attraverso la madre Giovanna Plantageneta, che s'era sposata in prime nozze con Gilberto di Clare, VII conte di Gloucester: suo nonno doveva al padre di Ugo una grossa somma di denaro e il matrimonio era inteso come pagamento di questo debito. Quando il fratello di Eleonora venne ucciso nella Battaglia di Bannockburn, ella divenne inaspettatamente una delle tre co-eredi della ricca contea di Gloucester e per suo conto Ugo ereditò Glamorgan ed altre proprietà.
Nel giro di pochi anni Ugo passò dall'essere un cavaliere senza terre ad essere uno dei più ricchi magnati del regno. Eleonora era anche la nipote del nuovo Re Edoardo II, e questa parentela portò il Despenser più vicino alla corte reale inglese. Egli si unì all'opposizione baronale contro Pietro Gaveston, favorito del Re nonché cognato di Ugo, in quanto Gaveston aveva sposato la sorella di Eleonora. Assetato di potere e ricchezza, Ugo conquistò il Castello di Tonbridge nel 1315 e l'anno seguente assassinò Llywelyn Bren, un ostaggio gallese posto sotto la sua custodia.

### L'ascesa e la caduta
Ugo Despenser divenne ciambellano reale nel 1318. Come cortigiano, fece delle manovre per entrare nelle grazie di Re Edoardo II, rimpiazzando il precedente favorito, Ruggero d'Amory. Nel 1320 la sua tirannia era senza limiti: si accaparrò le terre gallesi ereditate dalla moglie, ignorando le pretese dei suoi due fratellastri; costrinse Alice de Lacy a cedere le sue terre; ingannò la sorellastra Elisabetta de Clare strappandole Gower ed Usk e spezzò le braccia e le gambe di Lady Baret, finché questa non diventò folle. Egli promise inoltre vendetta a Roger Mortimer, poiché il nonno di Mortimer aveva ucciso suo nonno.
Nel 1321 si era ormai guadagnato molti nemici in ogni strato della società, dalla Regina Isabella ai baroni e alla gente comune. Ci fu perfino un bizzarro piano per assassinarlo, infilzando spilli in una statuetta di cera che lo raffigurava. Alla fine i baroni prevalsero su Re Edoardo e costrinsero Ugo e suo padre all'esilio nel 1321: il genitore fuggì a Bordeaux mentre Ugo divenne un pirata nella Manica, venendo dipinto come "un mostro marino, in attesa dei mercanti che incrociavano la sua rotta". La coppia fece ritorno l'anno seguente e Re Edoardo restaurò rapidamente Ugo come favorito reale.
Il suo intervallo in esilio non era servito a placarne l'ingordigia, l'impudenza e la crudeltà. Il periodo che seguì il loro ritorno in patria fu oltremodo incerto per il paese; la maggior parte dei baroni erano in rivolta e tuttavia dopo la sconfitta alla Battaglia di Boroughbridge erano indeboliti e senza guida, tuttavia Edoardo era incapace di governare con polso di ferro e i Despenser vennero lasciati senza controllo alcuno. Essi cercarono in molti modi di convincere il re a giustiziare Mortimer che era prigioniero alla Torre di Londra, tuttavia questi riuscì a scappare e ad arrivare in Francia dove venne raggiunto dalla regina Isabella, che strinse un legame con lui ed iniziò a progettare un'invasione. Ugo cercò di corrompere i cortigiani transalpini per assassinare Isabella.
Il suo piano fallì, così fece in modo di causare la morte dello zio di Mortimer, Roger Mortimer di Chirk, che era in sua custodia. Isabella e Mortimer invasero l'Inghilterra nell'ottobre del 1326: sebbene all'inizio avessero a disposizione solo pochi mercenari, molti nobili si unirono a loro ed altrettanti furono alquanto restii a combattere per Edoardo, tanto era cresciuto l'odio per i Despenser. A questo punto Ugo, suo padre e il sovrano fuggirono verso ovest con una considerevole somma di denaro, ma la loro fuga non ebbe successo: il padre di Ugo venne catturato e ucciso il 27 ottobre e in seguito a ciò molti, tra quelli che avevano scelto di seguirli, disertarono. Ugo e il re vennero catturati presso Neath ed Edoardo fu costretto ad abdicare in favore del figlio, il giovanissimo Edoardo, mentre Ugo venne catturato.

### Il processo e la morte
Ugo cercò di lasciarsi morire di fame prima del processo, ma dovette affrontarlo il 24 novembre 1326. Accusato di essere un sodomita, traditore e un ladro, ricevette la pena di morte per impiccagione, sventramento e squartamento: fu sventrato e i suoi testicoli recisi vennero bruciati davanti ai suoi occhi; infine, dopo la decapitazione, la sua testa venne montata sui cancelli di Londra.
Lo storico Jean Froissart del XIV scrisse che Ugo Despenser il Giovane "era un sodomita". Secondo Froissart, il pene di Despenser fu reciso e bruciato come punizione per la sua sodomia e per l'eresia.  Nel 1326, quando Isabella e Mortimer invasero, Adam Orleton, vescovo di Winchester, fece un sermone in cui denunciò pubblicamente Edoardo II d'Inghilterra, che era fuggito con Despenser, come sodomita. Gli annali dell'Abbazia di Newenham registrarono che "il re e suo marito" fuggirono in Galles.

## Matrimonio e figli
Dal matrimonio di Ugo ed Eleonora nacquero:
- Hugh le Despenser, II barone Le Despenser (1308-1349), nel 1338 gli venne restituito il titolo paterno
- Gilbert le Despenser (1309-1381)
- Edward le Despenser (1310-1342), morì all'assedio di Vannes e suo figlio Edoardo ereditò il titolo di famiglia
- Isabel le Despenser, Contessa di Arundel (1312-1356), sposò Richard FitzAlan, X conte di Arundel
- John le Despenser (1311-giugno 1366)
- Eleanor le Despenser (1315 circa-1351), suora a Sempringham Priory
- Joan le Despenser (1317 circa-1384), suora all'Abbazia di Shaftesbury
- Margaret le Despenser (1319 circa-1337), suora presso Whatton Priory
- Elizabeth le Despenser, Baronessa Berkeley (1325-13 luglio 1389), sposò Maurice Berkeley, IV barone Berkeley (1330 circa-8 giugno 1368)